# كي دونغ-مين
كي دونغ-مين هو سياسي كوري جنوبي، ولد في 23 فبراير 1966 في Jangseong County ‏ في كوريا الجنوبية. نشط حزبياً في الحزب الديمقراطي الكوري. في الانتخابات التشريعية الكورية الجنوبية 2020 ‏، انتخب عضو الجمعية الوطنية الكورية الجنوبية ‏ عن دائرة Seongbuk B ‏ خلال فترته النيابية ‏ (30 مايو 2020 – ) وفي الانتخابات التشريعية الكورية الجنوبية 2016 ‏، انتخب عضو الجمعية الوطنية الكورية الجنوبية ‏ عن دائرة Seongbuk B ‏ خلال فترته النيابية ‏ (30 مايو 2016 – ).